# Liste der denkmalgeschützten Objekte in Aurach am Hongar
Die Liste der denkmalgeschützten Objekte in Aurach am Hongar enthält die denkmalgeschützten, unbeweglichen Objekte der oberösterreichischen Gemeinde Aurach am Hongar.

## Denkmäler
| Foto |                 | Denkmal                                                                                    | Standort                                | Beschreibung                                                                              | Metadaten |
| ---- | --------------- | ------------------------------------------------------------------------------------------ | --------------------------------------- | ----------------------------------------------------------------------------------------- | --- |
| ja   | Datei hochladen | Kath. Pfarrkirche hl. Alexius und ehem. Friedhofsfläche HERIS-ID: 102249 Objekt-ID: 118629 | neben Aurach 50 Standort KG: Aurach     | Ursprünglich 1458 erbaut und geweiht, aber 1888 und 1958 durch Brände teilweise zerstört. | BDA-Hist.: Q25894269 Status: § 2a Stand der BDA-Liste: 2025-06-30 Name: Kath. Pfarrkirche hl. Alexius und ehem. Friedhofsfläche GstNr.: .28, 1456 Saint Alexius of Rome Church (Aurach am Hongar) |
| ja   | Datei hochladen | Getreidekasten/Troadkasten HERIS-ID: 37603 Objekt-ID: 36816                                | bei Aurach 59 Standort KG: Aurach       |                                                                                           | BDA-Hist.: Q37976261 Status: § 57-Mandatsbescheid Stand der BDA-Liste: 2025-06-30 Name: Getreidekasten/Troadkasten GstNr.: 1464/1                                                                 |
| ja   | Datei hochladen | Schimpl-Kapelle HERIS-ID: 102261 Objekt-ID: 118641                                         | gegenüber Aurach 82 Standort KG: Aurach |                                                                                           | BDA-Hist.: Q37790209 Status: § 2a Stand der BDA-Liste: 2025-06-30 Name: Schimpl-Kapelle GstNr.: .132                                                                                              |